# Fabiana Luperini
Fabiana Luperini (* 14. Januar 1974 in Pontedera) ist eine ehemalige italienische Radrennfahrerin. Sie war eine der weltweit dominierenden Fahrerinnen in den 1990er und 2000er Jahren. Nach Ende ihrer Karriere als Aktive wurde sie Sportliche Leiterin von Radsportteams.

## Werdegang
Fabiana Luperini war ab 1981 im Radsport aktiv. Schon in jungen Jahren errang sie in ihren jeweiligen Altersklassen mehr als 200 Siege. Zwischen ihrem achten und dreizehnten Lebensjahr gewann sie regelmäßig bei Jugendwettbewerben der Jungen.
1991 wurde Luperini bei den Straßen-Weltmeisterschaften Dritte im Straßenrennen der Juniorinnen.   Zwei Jahre später gewann sie bei den Weltmeisterschaften 1993 in Oslo erneut Bronze mit dem italienischen Team im Mannschaftszeitfahren der Elite, nur zwei Sekunden hinter den USA und über drei Minuten hinter dem siegreichen russischen Team.
Ihr wirklicher Durchbruch kam 1995, als Fabiana Luperini die Giro d’Italia Femminile (Giro Donne), die Grande Boucle Féminine sowie den Giro del Trentino Alto Adige gewann. Im Jahr 1996 siegte sie bei allen drei Rundfahrten erneut und wurde auf der Straße italienische Meisterin. Beim Giro Donne desselben Jahres gewann sie fünf der dreizehn Etappen sowie die Bergwertung. Im Jahr 1997 gewann sie erneut beide Grand Tours und wurde Zweite beim Giro del Trentino. 1998 gewann sie neben drei Etappen und der End- und Bergwertung beim Giro Donne auch die Flèche Wallonne und das französische Etappenrennen Tour de l’Aude Cycliste Féminin. 1994 gewann sie erstmals den italienischen Frühjahrsklassiker Trofeo Alfredo Binda, im Jahr 2000 zum zweiten Mal.
Am 15. Januar 2000 wurde Luperini vom italienischen Radsportverband für acht Monate gesperrt, weil sie das verbotene Muskelaufbaupräparat Nandrolon verwendet hatte. Sie wurde am 2. Oktober 1999 während einer Trainingseinheit mit der nationalen Auswahl positiv getestet. Bei ihrer 17. und vorletzten Teilnahme am Giro Donne wurde sie von der Jury disqualifiziert, weil sie ein zu leichtes Fahrrad benutzt hatte.
Im Jahr 2008, im Alter von 34 Jahren, hatte Luperini ein weiteres erfolgreiches Jahr: Sie gewann ihren vierten nationalen Titel, zum fünften Mal den Giro del Trentino und zum fünften Mal den Giro Donne, zehn Jahre nach ihrem letzten Finalsieg. Obwohl sie zwei Bronzemedaillen bei den Juniorinnen und im Mannschaftszeitfahren gewann, erreichte Luperini danach nie mehr das Podium bei Weltmeisterschaften. Ihre höchste Platzierung war 2001: Sie wurde Elfte im Einzelzeitfahren und Zwölfte im Straßenrennen. Zwischen 1997 und 2008 war sie viermal in den Top Ten der UCI-Rangliste.
Nach Ablauf der Saison 2014 beendete Luperini ihre Karriere als Aktive. Während ihrer Laufbahn gewann sie fünfmal den Giro d’Italia Femminile und hält damit den Rekord an Siegen (Stand 2020), und die Grande Boucle Féminine entschied sie dreimal für sich. Viermal wurde sie italienische Straßenmeisterin.
Nach Ende ihrer Karriere als Radrennfahrerin wurde sie Sportliche Leiterin des UCI Women’s Teams Alé Cipollini und blieb bei dieser Mannschaft bis Ablauf der Saison 2017. Im Jahr 2022 übernahm sie dieselbe Funktion im Männerradsportteam Corratec.
Ihre Spitznamen waren Lupo (italienisch für Wolf) und Pantanina, aufgrund ihrer Kletterfähigkeiten, die denen von Marco Pantani ähnelten, mit dem sie sich während der Radweltmeisterschaft in Kolumbien anfreundete.

## Erfolge
1991
- Junioren-Weltmeisterschaften – Straßenrennen

1993
- Weltmeisterschaft – Mannschaftszeitfahren

1994
- Trofeo Alfredo Binda-Comune di Cittiglio

1995
- Gesamtwertung und drei Etappen Grande Boucle Féminine
- Gesamtwertung und zwei Etappen Giro d’Italia Femminile
- Giro del Trentino Alto Adige

1996
- Gesamtwertung und drei Etappen Grande Boucle Féminine
- Gesamtwertung und fünf Etappen Giro d’Italia Femminile
- Giro del Trentino Alto Adige
- Italienische Meisterin – Straßenrennen

1997
- Gesamtwertung und drei Etappen Grande Boucle Féminine
- Gesamtwertung und drei Etappen Giro d’Italia Femminile

1998
- Gesamtwertung und drei Etappen Giro d’Italia Femminile
- zwei Etappen Grande Boucle Féminine
- La Flèche Wallonne Féminine
- Gesamtwertung und zwei Etappen Tour de l’Aude Cycliste Féminin
- drei Etappen Giro del Trentino Alto Adige

1999
- Gesamtwertung und eine Etappe Giro del Trentino Alto Adige

2000
- Trofeo Alfredo Binda-Comune di Cittiglio
- eine Etappe Giro del Trentino Alto Adige

2001
- drei Etappen Grande Boucle Féminine
- eine Etappe Giro del Trentino Alto Adige
- La Flèche Wallonne Féminine

2002
- Gesamtwertung und eine Etappe Giro del Trentino Alto Adige
- La Flèche Wallonne Féminine
- Gesamtwertung und eine Etappe Trophée Féminin Méditerranéen

2003
- eine Etappe und Bergwertung Tour de l’Aude Cycliste Féminin
- zwei Etappen Grande Boucle Féminine

2004
- Berner Rundfahrt
- Bergwertung Emakumeen Bira
- Italienische Meisterin – Straßenrennen

2005
- eine Etappe Emakumeen Bira
- eine Etappe Gracia Orlová
- eine Etappe Giro di San Marino

2006
- Gesamtwertung und eine Etappe Emakumeen Bira
- Gran Premio Brissago Lago Maggiore
- Italienische Meisterin – Straßenrennen

2007
- zwei Etappen und Bergwertung Tour Cycliste Féminin International de l’Ardèche
- eine Etappe Tour de l’Aude Cycliste Féminin
- Coupe du Monde Cycliste Féminine de Montréal

2008
- Gesamtwertung und eine Etappe Giro del Trentino Alto Adige
- GP Ouest France-Plouay
- Gesamtwertung und zwei Etappen Giro d’Italia Femminile
- Italienische Meisterin – Straßenrennen

2009
- eine Etappe Internationale Thüringen-Rundfahrt der Frauen
- eine Etappe Gracia Orlová

2012
- eine Etappe Giro del Trentino Alto Adige